# (523588) 2000 CN105
(523588) 2000 CN105 est un transneptunien de magnitude absolue 5,6.
Son diamètre est estimé à 220 km, ce qui le qualifie comme un candidat au statut de planète naine.